# Lichenopora aztiensis
Lichenopora aztiensis är en mossdjursart som beskrevs av Alvarez 1994. Lichenopora aztiensis ingår i släktet Lichenopora och familjen Lichenoporidae. Inga underarter finns listade i Catalogue of Life.